# Johann Wolfgang Döbereiner

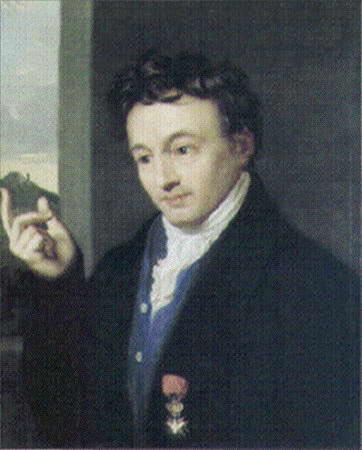
Johann Wolfgang Döbereiner

Johann Wolfgang Döbereiner (* 13. Dezember 1780 in Hof; † 24. März 1849 in Jena) war ein deutscher Chemiker, der als Vordenker für die Erstellung des Periodensystems der Elemente gilt und mit der Untersuchung von Platin den Weg zur Katalyse ebnete.

## Leben

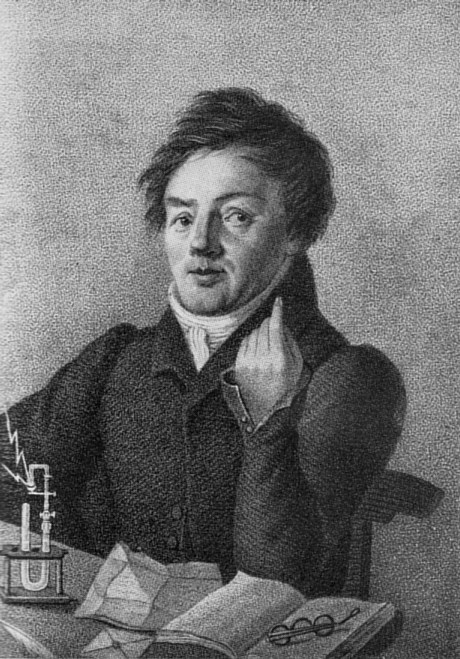
Johann Wolfgang Döbereiner

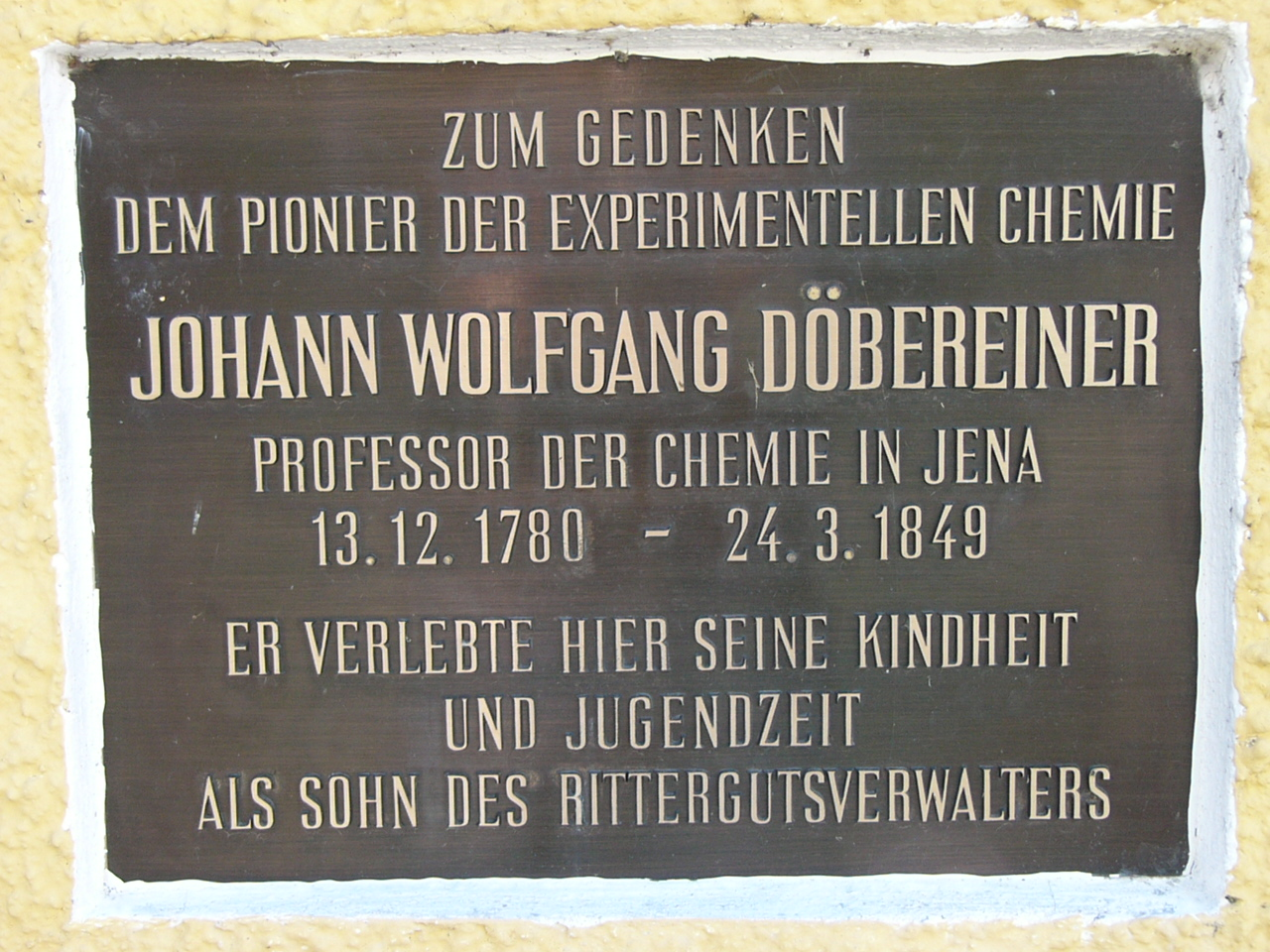
Gedenktafel am Rittergut Bug

Als Sohn eines Kutschers wuchs Johann Wolfgang Döbereiner in ärmlichen Verhältnissen auf einem Rittergut in Bug bei Weißdorf auf und erhielt nur mäßigen Schulunterricht. Er begann 1794 in Münchberg eine Lehre als Apotheker, auf die eine fünfjährige Wanderschaft folgte. Er arbeitete in Apotheken in Dillenburg, Karlsruhe und Straßburg, und eignete sich nebenbei autodidaktisch Kenntnisse in Chemie, Botanik und Mineralogie an. 1802 kehrte er zurück, schaffte es allerdings nicht, sich als Apotheker selbstständig zu machen.
Durch Untersuchungen von praktischen chemischen Problemen machte Döbereiner auf sich aufmerksam. Er erhielt schließlich 1810 von Herzog Carl August von Sachsen-Weimar eine außerordentliche Professur für Chemie, Pharmazie und Technologie an der Universität Jena. Da er kein akademisches Diplom vorweisen konnte, wurde ihm der Titel eines Dr. phil. erteilt, da seine bisherigen Veröffentlichungen „bereits unverkennbar den Stempel der Genialität und Vollendung in sich trugen“. Für die Fakultät war die Auswahl von Döbereiner ein Glücksgriff, denn in seiner Person verbanden sich Genialität als Forscher, ein sehr starkes Interesse an technischen Vorgängen und eine hervorragende Lehrbefähigung.
Seine Vorlesungen waren sehr praktisch geprägt durch viele Experimente zur anorganischen und organischen Chemie. Zusätzlich gab es zahlreiche Ausflüge zu chemischen Fabriken in der Umgebung von Jena, um seinen Studenten chemische Technologie und pneumatische Chemie in der Praxis zu zeigen. Einer seiner später ebenfalls sehr erfolgreichen Schüler war Rudolf Christian Böttger, Erfinder von Sicherheitszündhölzern und Weiterentwickler der Galvanoplastik.
Als chemischer Berater von Herzog Carl August beschäftigte er sich mit der Verbesserung von Fabrikationsverfahren und dem Aufbau verschiedener Betriebe, die sich gewinnbringend nutzen ließen. Er wurde um eine Expertise der Bad Berkaer Mineralquellen gebeten, wirkte mit an der Errichtung einer Schwefelsäurefabrik und entwickelte Verfahren zur Gewinnung und Verwertung von Indigo anstelle des Färberwaids.
Zur Zeit der Kontinentalsperre wurde unter Döbereiners Mitwirkung in Tiefurt eine Fabrik zur Zuckergewinnung aus Stärke erbaut, und auch die Herstellung von Essigsäure nach dem Schnellessigverfahren durch Oxidation von Alkohol wird auf ihn zurückgeführt. Dazu kamen Brennereien und Brauereien.

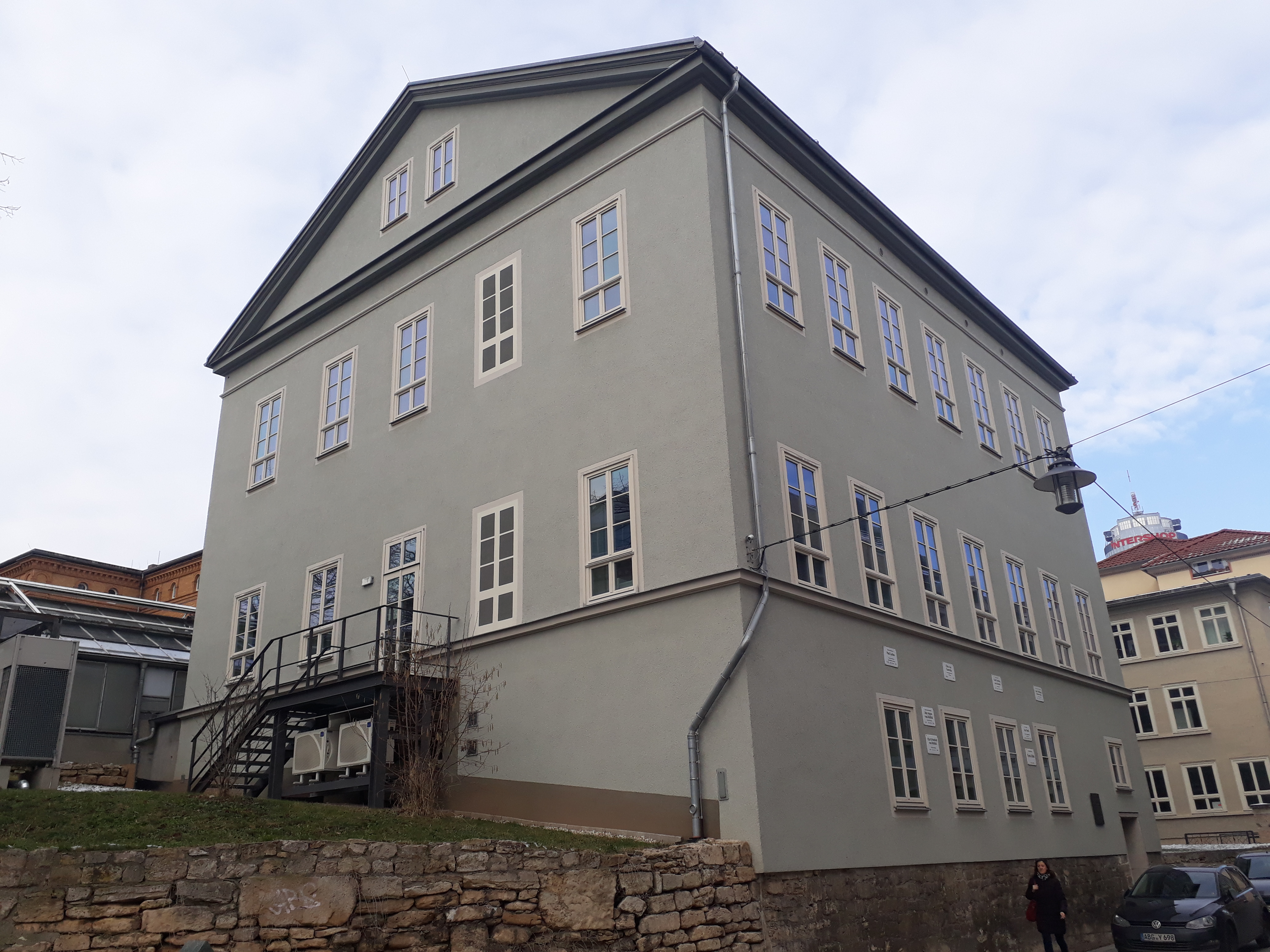
Ehemaliges Chemisches Institut von Döbereiner, Hellfeldsches Haus, Jena. Seit 2016 eine der Historischen Stätten der Chemie.

Um 1818 unternahm er auf Anregung Goethes und des Großherzogs Versuche zur Gaserzeugung für Beleuchtungszwecke, dabei fand er, „daß Kohle und Wasser bei ihrer Wechselwirkung in hoher Temperatur das wohlfeilste und reinste Feuergas ergeben“. 1823 unternahm Döbereiner auf Goethes Veranlassung Schmelzversuche an Augiten und Amphibolen, die von der böhmischen Vulkankuppe Wolfsberg (Vlčí hora) stammten. Durch diese Versuche sollten Informationen zur Entstehung der Minerale gewonnen werden. 1828 führte er Schmelzversuche zur Herstellung von Cölestin-Barytglas durch und untersuchte auch Gärungsprozesse.
Seine wichtigsten und bekanntesten Entdeckungen machte er im Bereich der katalytischen Wirkung von Platinmetallen und in der Feststellung von Ähnlichkeiten bei den Eigenschaften der damals bekannten Elemente. Weniger bekannt ist Döbereiner als ein Wegbereiter der chemischen Praktika im Lehrbetrieb an deutschen Universitäten. Noch vor Justus von Liebig in Gießen hielt Döbereiner 1820 in Jena ein chemisch-praktisches Kolloquium ab, das sich bei den Studenten größter Beliebtheit erfreute. Goethe unterstützte dies durch den Ankauf eines Hauses in Jena sowie mit der Beschaffung von Laborgeräten. Döbereiner ist trotz finanzieller Probleme aus Dankbarkeit der Jenaer Universität treu geblieben, obwohl er ehrenvolle Berufungen an andere Universitäten erhalten hatte.
Im November 1818 wurde er mit dem Beinamen „Stahlius“ zum Mitglied der Leopoldina gewählt. Seit 1820 war er auswärtiges Mitglied der Bayerischen Akademie der Wissenschaften. Der Preußischen Akademie der Wissenschaften gehörte er seit 1835 als korrespondierendes Mitglied an. In ihrem Gründungsjahr 1846 wurde er zum ordentlichen Mitglied der Königlich Sächsischen Gesellschaft der Wissenschaften gewählt.

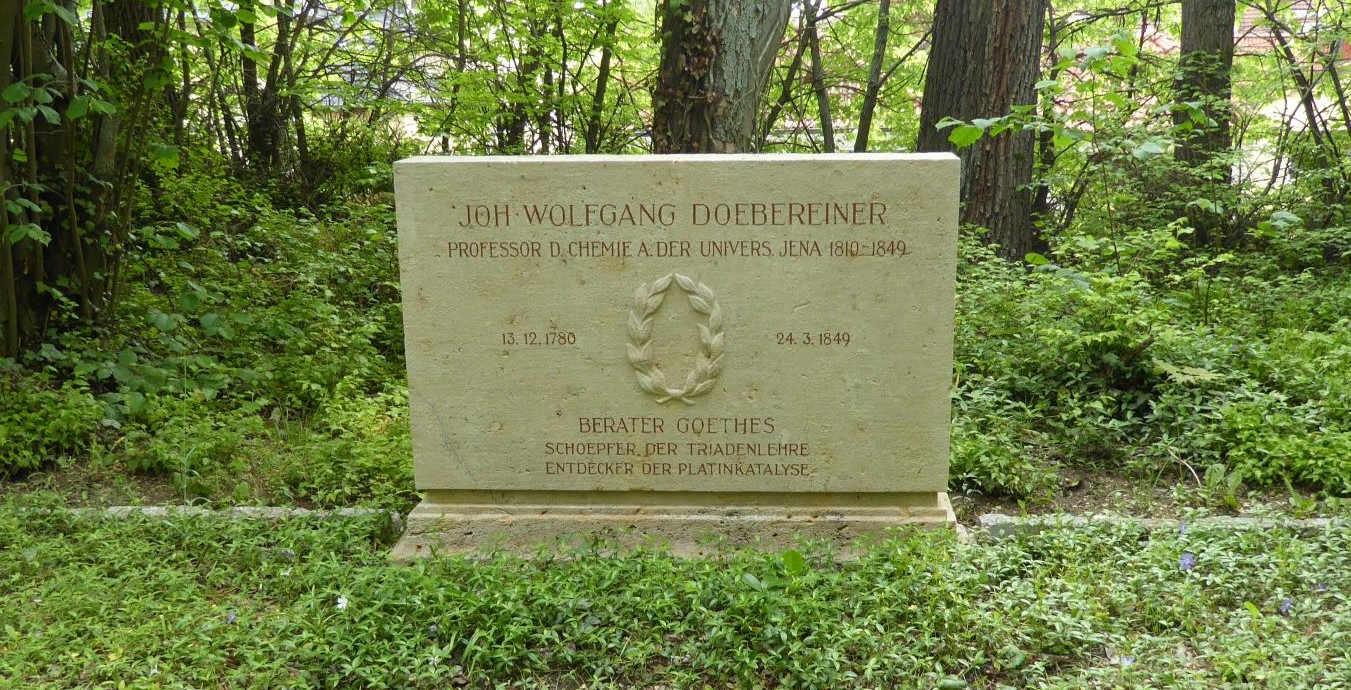
Johann Wolfgang Döbereiners Grab auf dem Johannisfriedhof in Jena

Er starb am 24. März 1849 in Jena und wurde auf dem Johannisfriedhof am Philosophenweg beigesetzt. Die Inschrift auf seinem Grabstein lautet: „Berater Goethes, Schöpfer der Triadenlehre, Entdecker der Platinkatalyse“.

## Entdeckungen

### Triaden-Regel
Döbereiner gilt als Vordenker für den Aufbau des Periodensystems der Elemente. 1816 entdeckte er einen Zusammenhang zwischen den Elementen Calcium, Strontium und Barium. Sie haben sehr ähnliche Eigenschaften und die Atommasse des mittleren Elementes ist der Mittelwert der Atommassen der beiden anderen Elemente.
| Element      | Masse     |                                   |
| Calcium Ca   | 40,078 u  |                                   |
| Strontium Sr | 87,62 u   | Mittelwert von Ca und Ba = 88,7 u |
| Barium Ba    | 137,327 u |                                   |

Diese Erkenntnis wurde 1829 in seiner Arbeit Versuch zu einer Gruppirung der elementaren Stoffe nach ihrer Analogie veröffentlicht. Döbereiner ordnete dabei 30 von damals 53 bekannten Elementen in Dreiergruppen, den „Triaden“ an. Durch die Triadenregel konnten Vorhersagen über noch nicht bekannte Elemente gemacht werden. So sagte Döbereiner das Atomgewicht des Broms aus denen des Chlors und Jods vorher. Die Döbereiner’sche Triadenregel bildete eine wichtige Grundlage für das um 1870 entwickelte Periodensystem der Elemente (siehe hierzu Periodensystem#Geschichte).

### Katalyse und das Döbereiner-Feuerzeug
Einen großen Anteil seiner Forschung machte die Untersuchung der katalytischen Wirkung der Platinmetalle aus. Bereits 1816 gelang ihm mit Hilfe von Platinmohr die Oxidation von Ethanol zu Essigsäure. Einige Jahre später gelang ihm mit der Entzündung eines Knallgasgemisches unter dem Einfluss von Platinschwamm eine der wichtigsten Entdeckungen der frühen Katalysechemie. Sie führte 1823 zur Erfindung des Döbereinerschen Platinfeuerzeugs, das zu einem begehrten Handelsobjekt wurde. Der älteste und größte Hersteller dieser Feuerzeuge war die Fabrik Gottfried Piegler in Schleiz.
Mit der Beobachtung, dass Knallgas auch mittels eines Iridium-Osmium-Gemisches zur Explosion gebracht werden kann, entdeckte Döbereiner 1824 das Prinzip der später in der chemischen Großindustrie eingesetzten Mischkatalysatoren.

### Funktion des Döbereiner-Feuerzeugs (Platinfeuerzeug)
In einem Glasgefäß befindet sich verdünnte Schwefelsäure und in einer darin eintauchenden Glasglocke ein Zinkstück. Am oberen Ende wird die Glasglocke durch ein Ventil verschlossen; öffnet man dieses durch Betätigen eines Hebels, strömt das Gas in der Glasglocke durch eine Düse nach draußen, die Säure steigt auf und reagiert mit dem Zink, wobei Wasserstoffgas H2 entsteht. Dieses strömt durch die Düse auf einen „Platinschwamm“ (feinverteiltes Platin). Dieses katalysiert die Reaktion von Wasserstoff mit Sauerstoff 2H2 + O2 → 2H2O (Knallgasreaktion); durch die dabei freiwerdende Wärme (exotherme Reaktion) wird das Gasgemisch entzündet.
Lässt man den Hebel los, wird das Ventil wieder geschlossen, das Wasserstoffgas kann nicht mehr nach oben entweichen und drückt die Säure aus der Glasglocke zurück in das Vorratsgefäß.

## Ehrungen

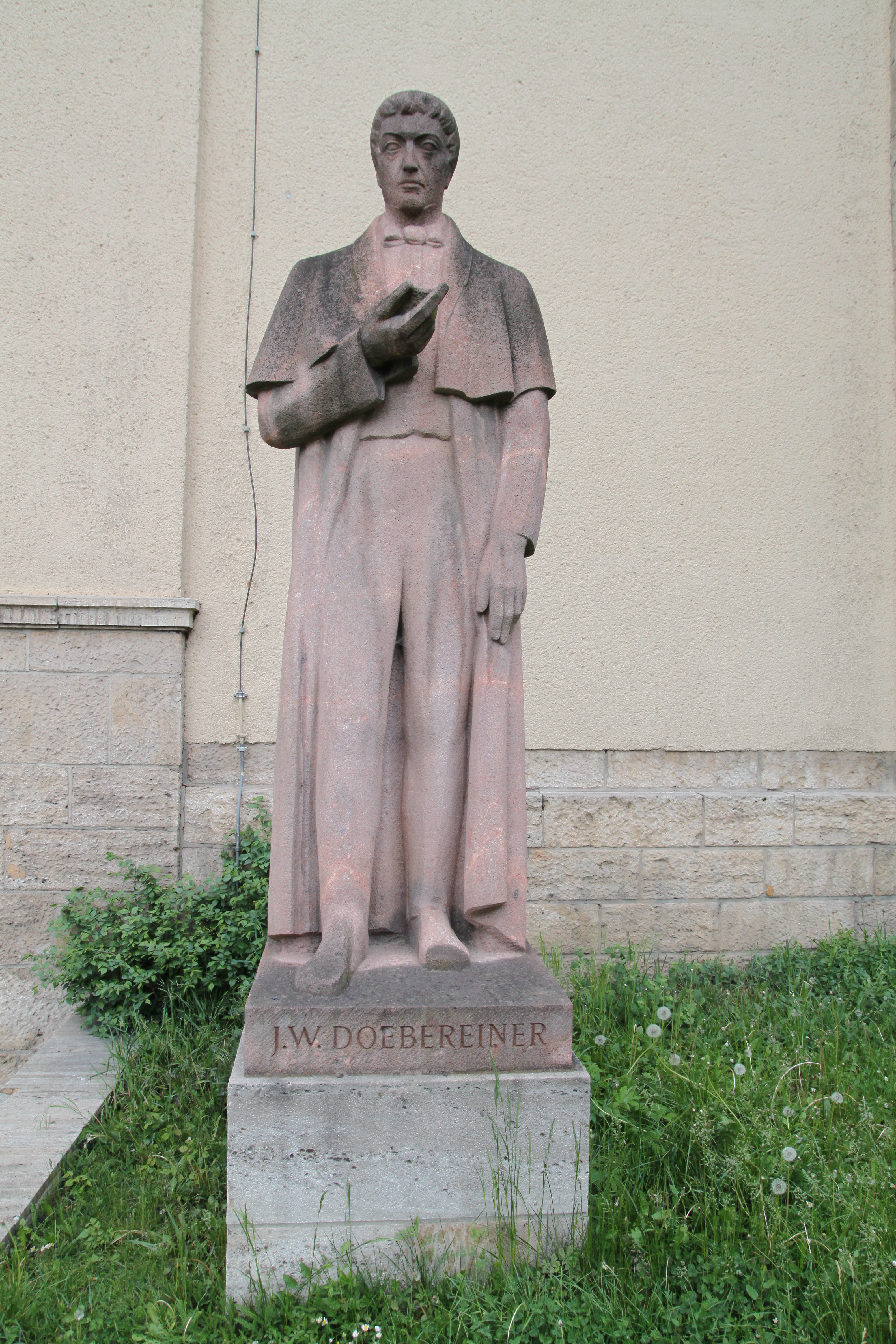
Döbereiner-Denkmal (Entwurf: Hans Steger, Ausführung: Werner Hempel) seit 1958 vor dem Döbereiner-Hörsaal in Jena

In Hof und Jena-Süd wurden Straßen nach ihm benannt. Ihm zu Ehren trägt ein Hörsaal der Chemisch-Geowissenschaftlichen Fakultät der Universität Jena den Namen Döbereiner-Hörsaal, der sich nur wenige hundert Meter von seinem Grab entfernt befindet. Vor dem Gebäude steht eine Statue von Döbereiner. Die Gemeinde Weißdorf ehrte ihn mit einer Gedenktafel am Rittergut Bug, in dem er seine Kindheit und Jugendzeit verlebte. 1965 wurde eine zehn Jahre zuvor gegründete Schule in Schwarza nach ihm benannt. Vom 20. bis 22. Mai 1980 fand in der Friedrich-Schiller-Universität Jena ein Internationales Döbereiner-Kolloquium anlässlich seines 200. Geburtstages statt. Der ehemalige Sitz des Chemischen Instituts der Universität Jena unter Döbereiner (ab 1816) im Hellfeldschen Haus (Neugasse 23) in Jena wurde 2016 in die Historische Stätten der Chemie aufgenommen.
1830 wurde er Ehrendoktor der Medizinischen Fakultät der Universität Rostock.
Der Asteroid (32853) Döbereiner wurde am 27. April 2002 nach ihm benannt.
In Weimar-Nord gibt es die Döbereinerstraße. Auch in München-Obermenzing wurde eine Straße nach dem Chemiker benannt.

## Schriften
- Briefwechsel zwischen Goethe und Johann Wolfgang Döbereiner 1810–1830. Hrsg. und erl. von Julius Schiff. Böhlau, Weimar 1914.
- Briefe des Großherzogs Carl August und Göthes an Döbereiner. Hrsg. von Oskar Schade. Böhlau, Weimar 1856. (Digitalisat)
- Mitarbeit an mehreren Teilen Deutsches Apothekerbuch / von J. W. Döbereiner und Franz Döbereiner. Becher, Stuttgart, um 1842 ff. (Digitalisierte Ausgabe der Universitäts- und Landesbibliothek Düsseldorf)
  - 1. Pharmaceutische Technologie und Waarenkunde. 1842
  - 2, Grundriß der gesammten ChemieAbth. 1, Grundriß der Chemie. 1848
  - 3. Pharmaceutische Chemie. 1847
- J. W. Döbereiner’s Beiträge zur Gährungs-Chemie: Mit Holzschnitten. 2., sehr verb. und verm. Aufl. 1844, Jena: Hochhausen.
- J. W. Döbereiner’s ältere und neuere Erfahrungen über die Fabrikation und Verbesserung der natürlichen und künstlichen Weine, über Bierbrauerei und Essigbereitung. Jena, 3. Aufl. 1850.
- Grundriss der allgemeinen Chemie: zum Gebrauche bey seinen Vorlesungen entworfen. / von J. W. Döbereiner. Teil: Suppl.-Bd. 3. verm. und verb. Aufl. Jena: Cröker; Stuttgart: Balz, 1837.
- Großherzogliche Lehranstalt für Chemie. Von J. W. Döbereiner, in: Historisch-topographisches Taschenbuch von Jena und seiner Umgebung besonders in naturwissenschaftlicher u. medicinischer Beziehung, herausgeg. von J. C. Zenker.  Jena 1836, S. 63f.
- Zur Chemie des Platins in wissenschaftlicher und technischer Beziehung. Balz, Stuttgart 1836. (Digitalisat)
- Anfangsgründe der Chemie und Stöchiometrie / von J. W. Döbereiner. 3. verm. und verb. Aufl. 1826. Jena: Cröker, 1826. Umfang: X, 358 S.: 4 Ill. (Kupferst.).; Nebent.: Grundriß der allgemeinen Chemie.
- Zeichen und Zahlen der Elementarstoffe und der wichtigsten unorganischen Verbindungen derselben. Verfasser: Doebereiner, Johann Wolfgang. 2., verm. und verb. Aufl. 1823. Jena: Cröker, 1823. Umfang: 12 Taf.
- Darstellung der Zeichen und Verhältniszahlen der irdischen Elemente zu chemischen Verbindungen. Cröker 1823.
- Ueber neu entdeckte höchst merkwürdige Eigenschaften des Platins und die pneumatisch-capillare Thätigkeit gesprungener Gläser. Ein Beitrag zur Corpuscularphilosophie. Schmid, Jena 1823. (Digitalisat)
- Über die chemische Constitution der Mineralwasser oder Beweis, dass auch in den Mineralwässern das Gesetz der bestimmten chemischen Mischungsverhältnisse walte. Cröker, Jena, 1821.
- Anfangsgründe der Chemie und Stöchiometrie. Cröker, Jena 1819. (Digitalisat) 2. ganz umgearb. Aufl. von J. W. Döbereiners 1816 erschienenem u.d.T. Grundriß der allgemeinen Chemie.
- Grundriß der allgemeinen Chemie: zum Gebrauche bey seinen Vorlesungen entworfen. Cröker, Jena 1816. (Digitalisat)
- Darstellung der Zeichen und Verhältniszahlen der irdischen Elemente zu chemischen Verbindungen. J. W. Döbereiner. 2. Aufl. Jena, 1813.
- Lehrbuch der allgemeinen Chemie: Zum Gebrauche seiner Vorlesungen entworfen. Von J. W. Döbereiner. Jena: Academische Buchhandlung, 1811–1812.
- Lehrbuch der allgemeinen Chemie: Zum Gebrauche seiner Vorlesungen entworfen. Von J. W. Döbereiner. Teil: Bd. 1. Jena: Academische Buchhandlung, 1811. Umfang: VI, 559 S.
- Lehrbuch der allgemeinen Chemie: Zum Gebrauche seiner Vorlesungen entworfen. Von J. W. Döbereiner. Teil: Bd. 2. Jena: Academische Buchhandlung, 1811. Umfang: 428 S.
- Lehrbuch der allgemeinen Chemie: Zum Gebrauche seiner Vorlesungen entworfen. Von J. W. Döbereiner. Teil: Bd. 3. Jena: Academische Buchhandlung, 1812 .Umfang: 222 S.